# ستورم جونسون
ستورم جونسون (بالإنجليزية: Storm Johnson)‏ هو لاعب كرة قدم أمريكية أمريكي، ولد في 10 يوليو 1992 في ليثونيا في الولايات المتحدة.

## وصلات خارجية
- ستورم جونسون على موقع مرجع كرة القدم المحترفة.كوم (الإنجليزية)